# برايان ديمبسي (سياسي)
برايان ديمبسي هو سياسي أمريكي، ولد في 30 سبتمبر 1966 في هافر هيل في الولايات المتحدة. نشط حزبياً في الحزب الديمقراطي. وقد انتخب عضو مجلس نواب ماساتشوستس ‏.